# Raoul Blanchard
Raoul Blanchard (Orléans, 4 september 1877 – Parijs, 24 maart 1965) was een Frans geograaf, die vooral gekend is door zijn werken over de lokale geografie van de Vlaamse Kustvlakte, de Franse Alpen en Quebec.

## Levensloop
Blanchard was een leerling van Vidal de la Blanche. Hij werd in 1906 hoogleraar in de geografie aan de Universiteit van Grenoble en later van 1928 tot 1936 aan de Harvard University. Daarna doceerde hij eveneens in Montreal en Quebec.
Hij verwierf vooral bekendheid door zijn talrijke werken over lokale geografie, o.a door zijn merkwaardig doctoraal proefschrift La Flandre, Étude géographique de la plaine flamande en France, Belgique et Hollande, een wetenschappelijke verhandeling over het ontstaan van het hedendaags landschap, de fysische gesteldheid en het gebruik van de bodem in de Vlaamse vlakte.
Dit in 1906 gepubliceerde werk vormde de basis voor de moderne wetenschappelijke studie van de Vlaamse vlakte.
Blanchard vertrok, na het behalen van zijn doctorstitel, naar Grenoble en werd er de oprichter van  het Instituut voor de Aardrijkskunde van de Alpen. Hij werd hoogleraar en decaan van de faculteit letteren aan de Universiteit van Grenoble. Hij werd er de grondlegger van de geografische studies over het Alpengebied en realiseerde nogmaals hetzelfde voor de geografie van Frans Canada.

## Eerbetoon
- Blanchard werd lid van het Institut de France.
- In Koksijde is er sinds 5 juni 1954 een laan naar hem vernoemd.
- In Annecy werd het Collège Raoul Blanchard naar hem genoemd.
- In Grenoble is er een Rue Raoul Blanchard.
- In Québec is er een Mont Raoul-Blanchard.
- In Douai is er een Rue Raoul Blanchard.
- In Sainte-Foy (Québec) is er een Rue Raoul Blanchard.

## Publicaties
- La Flandre. Étude géogr. de la plaine flamande en France, Belgique et Hollande (1906)
- Grenoble (1911)
- La morphologie des Pyrénées franç. (1914)
- L'origine des Moeres de la plaine maritime de Flandre (1916-1917)
- Les Alpes franç. (1925, 1934)
- La Corse (1926)
- L'Asie occid. (1929)
- Études Canadiennes (1930 - 1949)
- Grenoble. Étude de géogr. urbaine (1934)
- L'Ouest du Canada françsais (1953, 1954)
- Annecy (1956, 1957)
- Le Canada français (1960)
- Ma jeunesse sous l'aile de Charles Péguy, Parijs, Fayard, 1960.
- Je découvre l'Université, Parijs, Fayard, 1963.